# Alonso de Guzmán y Sotomayor
Alonso Pérez de Guzmán el Bueno (Sanlúcar de Barrameda, 10 de septiembre de 1550 - ibídem, 1615), VII duque de Medina Sidonia y grande de España, fue un noble y militar español perteneciente a la casa de Medina Sidonia. Fue comandante en jefe de la Armada Española y la dirigió durante la trágica aventura de la conocida Grande y Felicísima Armada (Armada Invencible). Hijo de Juan Claros de Guzmán, IX conde de Niebla y de Leonor de Sotomayor y Zúñiga, se convirtió en X conde de Niebla a la muerte de su padre en 1556. En 1558, cuando falleció su abuelo  Juan Alonso Pérez de Guzmán, VI duque de Medina Sidonia, se convirtió en el VII duque, XII señor de Sanlúcar, V marqués de Cazaza en África  y poseedor de una de las mayores fortunas de Europa.

## Biografía

### Compromiso y matrimonio
El séptimo duque fue prometido en 1565 con Ana de Silva y Mendoza, hija de los príncipes de Éboli, que tenía en ese momento 4 años. En 1572, cuando la duquesa tenía algo más de 10 años, el Papa concedió una dispensa para la consumación del matrimonio. El invariable e inmerecido favor mostrado hacia el duque por Felipe II de España ha sido explicado por un interés paternal hacia la duquesa, según el escándalo de la época que acusaba al rey de tener una relación amorosa con la princesa de Éboli.
Ana y Alonso fueron padres de:
- Manuel Alonso Pérez de Guzmán el Bueno, VIII duque de Medina-Sidonia, cuya hija Luisa Francisca de Guzmán se casó con el duque de Braganza al que incitó a rebelarse en 1640 contra Felipe IV, llegando él a ser el rey Juan IV de Portugal, y ella reina y luego regente en la minoría de su hijo.
- Alfonso Pérez de Guzmán, patriarca de las Indias.
- Miguel de Guzmán (1595-1619), casado con Magdalena Francisca de Guzmán, que murió joven fulminado por un rayo.[1][2]
- Miguel Gerónimo Pérez de Guzmán, caballero de Calatrava, casado con la viuda de su hermano Manuel, Magdalena Francisca en las terceras nupcias de esta.[3]
- Leonor de Guzmán, casada con Ruy III Gómez de Silva Mendoza y de la Cerda, III duque de Pastrana.[4]
- Leonor Manrique Sotomayor

### Honores recibidos
Alonso no hizo esfuerzos serios para salvar a su suegra de la persecución que sufrió a manos de Felipe II. Su correspondencia está llena de gimoteos y quejas por su situación de pobreza y peticiones de favores al rey. En 1581 fue nombrado caballero de la Orden del Toisón de Oro y capitán general de Lombardía.
Alonso fue también el patrón de Jerónimo Sánchez de Carranza, que escribió el primer texto sobre el sistema de lucha española con espada llamado Verdadera destreza.

### Al mando de la Armada
Cuando el marqués de Santa Cruz murió el 9 de febrero de 1588, Felipe insistió en nombrarle capitán general del mar Océano (comandante de la Armada). Fue obligado a ir a pesar de sus declaraciones acerca de su inexperiencia, falta de capacidad y sus mareos constantes en el mar. Su gobierno de la Armada justificó su súplica. Incluso le acusaron de mostrar falta de coraje y regresó completamente enfermo por los sufrimientos de la campaña, que le encaneció llegó a tal extremo que la propaganda Inglesa lo retrató como un pusilánime y cobarde en extremo que durante el combate se escondió en una cámara blindada del Galeon San Martín, lo cual es totalmente falso. El duque retuvo sus títulos de Almirante del Océano y Capitán General de Andalucía incluso con el desprecio que expresaba por él la nación entera.

### Pasión por la música
El VII duque de Medina Sidonia tocaba la vihuela, el arpa y el clavicordio. Convirtió su corte ducal en uno de los principales centros culturales del momento. Fue citado por poetas e historiadores como patrón y amigo de las artes. Cristóbal Mosquera de Figueroa, autor del prólogo de Canciones y villanescas espirituales de Francisco Guerrero, alabó las dotes musicales del VII duque como cantante e intérprete de vihuela. Se rodeó de bufones, esclavos músicos y una selecta capilla de música en la que sirvieron músicos como Alexandro de la Serna, Cipriano de Soto y Andrés de Villalar.

### Años finales
Cuando una flota anglo-neerlandesa tomó y saqueó Cádiz en 1596, su lentitud y timidez fue en gran parte responsable de la pérdida de la plaza. Fue llevado al ridículo por Cervantes en un soneto. Aun así, el favor real continuó incluso con el sucesor de Felipe II. En 1606 la obstinación y torpeza del duque causaron la pérdida de una escuadra en las cercanías de Gibraltar a manos de los neerlandeses. Murió en 1615, sucediéndole su hijo Manuel Alonso.